# Ванчикэуць
Ванчикэуць (рум. Vancicăuți) — село в Единецком районе Молдавии. Наряду с сёлами Чепелеуць и Рынгачь входит в состав коммуны Чепелеуць.

## География
Село расположено на высоте 249 метров над уровнем моря.

## Население
По данным переписи населения 2004 года, в селе Ванчикэуць проживает 79 человек (35 мужчин, 44 женщины).
Этнический состав села:
| Национальность | Число жителей | Процентный состав |
| -------------- | ------------- | ----------------- |
| молдаване      | 76            | 96.2              |
| украинцы       | 2             | 2.53              |
| русские        | 1             | 1.27              |
| Всего          | 79            | 100%              |